# 화령초등학교
화령초등학교는 대한민국 경상북도 상주시 화서면 상현리에 있는 공립 초등학교이다.

## 학교 연혁
- 1921년 10월 2일 설립인가
- 1922년 5월 1일 화령공립보통학교 개교
- 1938년 4월 1일 화령공립심상소학교로 개칭
- 1941년 4월 1일 화령공립국민학교로 개칭
- 1947년 9월 30일 하송분교장, 평온분교장 설립인가
- 1981년 3월 6일 병설유치원 개원
- 1993년 3월 1일 사산국민학교 본교 분교장으로 편입
- 1994년 3월 1일 사산분교장 통폐합
- 1994년 9월 1일 송계초등학교 본교 분교장으로 편입
- 1996년 3월 1일 화령초등학교로 개칭
- 1998년 3월 1일 평온초등학교, 중눌분교장 통폐합
- 2012년 3월 1일 송계분교장 통폐합
- 2017년 9월 1일 임병찬 교장선생님 부임
- 2018년 2월 8일 병설유치원 제36회 졸업(총 959명)
- 2018년 2월 9일 본교 제91회 졸업(총 9,464명)
- 2018년 3월 1일 7학급 편성(특수학급 포함) / 유치원 1학급

## 참고 자료
- 화령초등학교 - 한국교육학술정보원 학교알리미